# رشاد نبی‌اف
رشاد نبی‌اف (ترکی آذربایجانی: Rəşad Nəbi oğlu Nəbiyev؛ زادهٔ ۲۶ اوت ۱۹۷۷) سیاست مدار آذربایجانی است که هم‌اکنون مسئولیت وزارت توسعه دیجیتال و حمل و نقل جمهوری آذربایجان را به عهده دارد.

## زندگی‌نامه
رشاد نبی‌اف در سال ۱۹۷۷ تولد یافت. در میان سال‌های ۱۹۹۴ تا ۲۰۰۰ در مقاطع تحصیلی کارشناسی و کارشناسی ارشد در رشته مدیریت عمومی در آکادمی مدیریت عمومی تحت ریاست جمهوری آذربایجان تحصیل گرفت. در بین سال‌های ۲۰۰۰ الی ۲۰۰۲ در رشته کارشناسی ارشد علوم اقتصاد در دانشگاه کارولینای شرقی ایالات متحده آمریکا به ادامه تحصیل پرداخت. وی همچنین در سال ۲۰۰۶ در برنامه برای مدیران ارشد در مدیریت مالی عمومی در مدرسه حکومت جان اف. کندی در دانشگاه هاروارد حضور یافته‌است.

## فعالیت
- ۱۹۹۷–۲۰۰۰: کارمند مرکز منابع و فناوری اطلاعات و روابط بین‌الملل در نهاد ریاست جمهوری آذربایجان؛
- ۲۰۰۲–۲۰۰۴: کارمند بخش عملیات بازار ارز در بانک مرکزی آذربایجان؛
- ۲۰۰۴–۲۰۱۱: رئیس قسمت امور مالی، حسابداری و تحلیل اقتصادی در وزارت ارتباطات و فناوری اطلاعات آذربایجان؛
- از ۲۴ ژانویه ۲۰۱۱ تا کنون: رئیس هیئت مدیره و مدیر عامل شرکت ماهواره‌ای آذرکاسموس.[۲]

## نشان‌ها
- به فرمان الهام علی‌اف، رئیس‌جمهور آذربایجان، مورخ سال ۲۰۱۴ در پاس خدماتش در توسعه صنعت فضایی در آذربایجان به رشاد نبی‌اف نشان ترقی اعطا گردید.[۳]
- به فرمان الهام علی‌اف، رئیس‌جمهور آذربایجان، به تاریخ ۱۹ ماه مه سال ۲۰۱۹ از رشاد نبی‌اف با اهدای مدال یادبود «صدمین سالگرد جمهوری دمکراتیک آذربایجان (۱۹۱۸–۲۰۱۸) تقدیر به عمل آمد.